# VII Парный легион
Легион VII «Гемина» (лат. Legio VII Gemina Pia Felix) — римский легион, сформированный Гальбой в октябре 68 года. Скорее всего просуществовал до 409 года. Эмблема легиона неизвестна.

## Основание
Легион основан Гальбой после начала его противостояния с Нероном. Существует две даты создания легиона. Согласно Тациту легион был полностью сформирован 10 июня 68 года. Однако Р. Канья в своей статье «Легион» из словаря «Le Dictionnaire des Antiquités Grecques et Romaines de Daremberg et Saglio» утверждает, что дата рождения легиона 11 января 68 года. Формировался легион в Тарраконской Испании, где Гальба был правителем.
При формировании легион не получил никакого наименования, и первый год своего существования именовался либо Galbiana («Легион Гальбы»), либо Hispana («Испанский»). В конце 69 — начале 70 года Веспасиан объединяет легион с частями легиона I Germanica, после чего дает ему название Gemina («Близнецы») — то есть объединенный из двух одинаковых легионов.

## Боевой путь
С Гальбой легион прошел маршем на Рим, где его создатель утвердился на троне, опустевшем после Нерона. В 69 году легион поддержал сначала Отона, и сражался на его стороне в битве при Бедриаке, а затем Веспасиана. Участвовал на его стороне в битве при Кремоне, где проявил себя выше всяких похвал.
В начале 70-х годов легион находился в Паннонии, где стоял лагерем в Виндобоне (совр. Вена, Австрия). За свою службу получил от Веспасиана титул Fidelis («Верный»).
В середине 70-х легион переводят в Испанию, где он остается до конца своего существования. Легион встает лагерем в Астурии, в местечке, получившем название Легио (от лат. Legio — «Легион», совр. Леон, Испания).
С 86 по 89 год находится под командованием Траяна, будущего императора.
В 119 году отряд в 1000 человек был направлен в Британию на укрепление северных границ.
В 30-х годах II века часть легиона находилась в Ламбезе (совр. Тазульт-Ламбез, Алжир), в лагере легиона III Augusta, который был направлен на подавление восстания Бар-Кохбы.
Во времена Антонина Пия (138—161) солдаты легиона сражались в Мавретании против мавров.
При Септимии Севере легион получает еще один титул Pia («Преданный»), скорее всего за подавление восстания Клодия Альбина в 197 году.
Часть легиона принимает участие в войне Александра Севера в Германии в 235 году.
В конце III столетия его иногда называют Hibera («Иберийский») и снова Hispana («Испанский»).

## Расформирование
Последние записи о легионе относятся ко второй половине III века. Скорее всего, оставался в Испании до завоевания её варварами в 409 году.

## Известные легионеры

### Центурионы
- Гай Марций Максим (лат. Gaius Marcius Maximus) — имя этого центуриона известно из латинской надписи во Флавиевых водах (лат. Aquae Flaviae) (Португалия)[1]

### Легаты
- Луций Аттий Макрон (лат. Lucius Attius Macro) — Legatus Augusti pro praetore, надпись с его упоминанием найдена в Леоне[2].